# Komuszó
Komuszó (szó szerint "az üresség szerzetese") a japán területén élt kéregető szerzetesek elnevezése. A Fuke iskola tagjai voltak.

## Kialakulásuk, történetük, templomaik
A legenda szerint a rendet a 13. században alapította egy Fuke Zendzsi nevű bonze, ám történetileg igazolhatóan elsőként 1603-ban lépett a rend a nyilvánosság elé.
Két legnagyobb templomuk a kiotói Mijándzsi és az edói Icsi-vacudszi voltak. A legtöbb melléktemplomuk Ovariban és Simoszában alakult, de ezek pontos helyét csak a komuszók ismerték.

## Hanyatlásuk
A szekta, miután a sogunátus fennmaradásáért folytatott utolsó nagy csatában, az uenói templomi csatában (1868) igen sok tagja elesett, amilyen titokzatosan megalakult, majdnem olyan titokzatosan el is tűnt a történelemből. Ám nem pusztult el a teljes szervezetük, egyes részeik ugyanis fennmaradtak, és alkalmazkodtak az új időkhöz.

## Ruházat és szokások
Fehér kimonót viseltek, és tengaiban jártak. Fegyverük a kard volt. Hosszú vándorlásaikhoz vándorbotot hordtak. Azonosító dallamaikat a sakuhacsi nevű hangszeren játszották, illetve a dallamok eljátszásával kértek bebocsátást kéregető útjaik során. Sohasem vehették le a kalapjukat és nem beszélhettek idegenekkel sem. Nyitott legyezőjükön fogadták el az adományokat, és szó nélkül távoztak.